# 图里耶
图里耶（法語：Tourriers，法語發音：[tuʁje]）是法国夏朗德省的一个市镇，位于该省中部，属于昂古莱姆区。

## 地理
图里耶（45°47'52"N, 0°11'30"E）面积6.77 平方千米，位于法国新阿基坦大区夏朗德省，该省份为法国西部内陆省份，北起德塞夫勒省和维埃纳省，东临上维埃纳省，东南至多尔多涅省，南至多爾多涅省，西接滨海夏朗德省。
与图里耶接壤的市镇（或旧市镇、城区）包括：阿奈、欧萨克-瓦达勒、若德、圣阿芒德布瓦克斯、维勒茹贝尔。

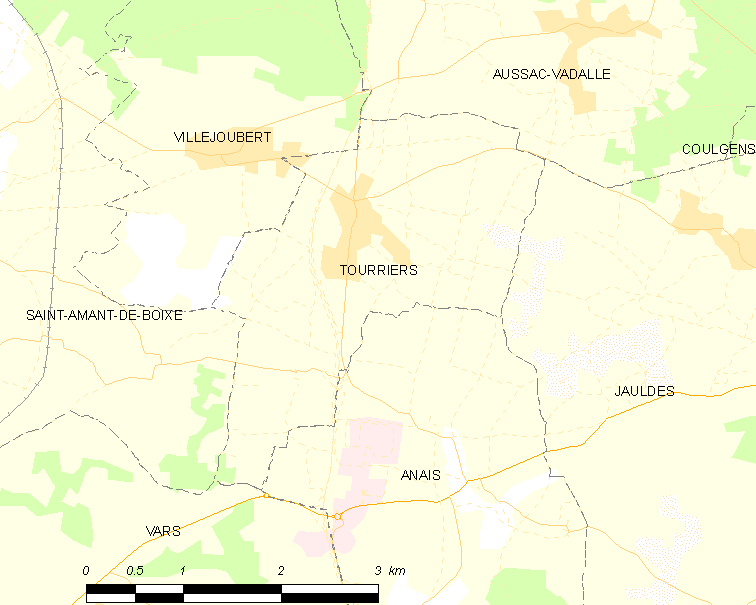
图里耶的OSM定位图

图里耶的时区为UTC+01:00、UTC+02:00（夏令时）。

## 行政
图里耶的邮政编码为16560，INSEE市镇编码为16383。

## 政治
图里耶所属的省级选区为布瓦克斯-芒卢瓦县。

## 人口

1962-2008年间图里耶人口变化图示

图里耶于2022年1月1日时的人口数量为787人。